# Поцхоэцери
Поцхоэцери (груз. ფოცხოეწერი) — село в Грузии, на территории Цаленджихского муниципалитета края (мхаре) Самегрело-Верхняя Сванетия.

## География
Село находится в западной части Грузии, на правом берегу реки Ингури, на расстоянии приблизительно 14 километров (по прямой) к северо-западу от города Цаленджиха, административного центра муниципалитета. Абсолютная высота — 404 метра над уровнем моря.

## Население
По результатам официальной переписи населения 2014 года, в Поцхоэцери проживало 306 человек (152 мужчины и 154 женщины). В национальной структуре населения грузины составляли 93,5 %, русские — 4,6 %, украинцы — 1 %.
| Год  | Население, человек |
| ---- | ------------------ |
| 2002 | 399                |
| 2014 | ↘ 306              |